# Aleksandr Gortjakov
Aleksandr Michailovitj Gortjakov (ryska: Александр Михайлович Горчаков), född den 16 juli 1798 i Hapsal, guvernementet Estland, död den 11 mars 1883 i Baden-Baden, Storhertigdömet Baden, var en rysk statsman, kusin till Michail Dmitrijevitj Gortjakov.
Gortjakov började sin diplomatiska bana som Nesselrodes attaché vid kongresserna i Troppau, Laibach och Verona, blev 1824 legationssekreterare i London, 1829 chargé d'affaires i Florens, 1832 legationsråd i Wien, 1841 sändebud i Stuttgart och 1850 därjämte ministre plénipotentiaire vid tyska förbundsdagen. 1854 utnämndes Gortjakov till sändebud i Wien och förde där Rysslands talan med sådan skicklighet, att kejsar Alexander 1856 utsåg honom till utrikesminister.
Gortjakov bröt med Rysslands traditionella politik, visade en uppenbar kyla mot Österrike, vars tvetydiga politik under Krimkriget väckt stort missnöje i Ryssland, och närmade sig i stället Frankrike. Han låg bakom mötet i Stuttgart mellan Napoleon III och Alexander (1857) samt gjorde om intet kejsar Frans Josefs försök (1860) att närma sig Ryssland. Stor popularitet förvärvade sig Gortjakov genom sitt bestämda uppträdande mot Västmakternas avsikt att intervenera till Polens förmån 1863 och utnämndes samma år som belöning till rikskansler.
Av det fransk-tyska kriget (1870-71) begagnade han sig för att fordra upphävandet av den paragraf i 1856 års fred i Paris, som förbjöd Ryssland att hålla flotta i Svarta havet, en fordran, som stormakterna också beviljade på Londonkonferensen (januari-mars 1871). Gortjakov gjorde nu till den ryska politikens uppgift att upprätthålla freden, för att därigenom vinna fria händer i Orienten. Av denna orsak såg han till att Alexander II deltog i trekejsarmötet i Berlin 1872 och det där grundade trekejsarförbundet samt uppträdde 1875 jämte England för att hindra utbrottet av ett krig mellan Frankrike och Tyskland.
Efter utbrottet av upproret i Bosnien och Hercegovina (1875) sökte Gortjakov jämte Bismarck och österrikiske kanslern greve Andrassy förmå sultanen till allvarliga reformer; i januari 1876 lät de till Porten överlämna en not, som även ägde Englands stöd, men ett i maj samma år av dem uppsatt memorandum i samma syfte avvisades av den turkvänliga engelska regeringen under Benjamin Disraeli.
Gortjakov försäkrade sig därpå Österrikes neutralitet i händelse av krig, och då konferensen i Konstantinopel december 1876-januari 1877 inte ledde till något resultat, förklarade Alexander II krig mot Turkiet (april 1877) för att "befria de slaviska bröderna". Sannolikt tvangs han att ta detta steg för att befria ryska regeringen från en opposition, vilken fordrade reformer inom Ryssland själv, och för att ge luft åt den panslavistiska entusiasm, som tillbakasatt eller otillfredsställd hotade den bestående styrelsen och dess politik med allvarsamma faror.
Gortjakov var under kriget tsaren följaktig i högkvarteret (till december 1877), genomdrev preliminärfreden i San Stefano (3 mars 1878) och deltog i Berlinkongressen (juni-juli samma år), där emellertid Beaconsfield med stöd av Österrike och Tyskland berövade Ryssland en del av de segerns frukter, som det tillförsäkrat sig i San Stefano-fördraget.
Till följd av sjuklighet deltog Gortjakov dock mera sällan i kongressens förhandlingar och begagnade sig av denna omständighet för att skjuta ansvaret för eftergifterna ifrån sig. Tilltagande sjuklighet nödgade honom att 1880 tillsvidare överlämna skötseln av utrikesärendena åt Nikolaj von Giers, och den 3 april 1882 tog han avsked från utrikesministerposten.

## Utmärkelser
Asteroiden 5014 Gorchakov är uppkallad efter honom.
- Storkorset av Nederländska Lejonorden,  22 maj 1865[3]
- Annunziataorden
- Kungliga Serafimerorden
- Badiska husorden Fidelitas
- Hessiska Ludvigsorden
- Svarta örns orden
- Elefantorden
- Storkors av Hederslegionen
- Sankt Vladimirs orden, tredje klass
- Toskanska Sankt Josefsorden
- Württembergska kronorden
- Dannebrogorden
- Sankt Stefansorden
- Andreasorden
- Sankt Annas orden, andra klass
- Vita örnens orden
- Sankt Annas orden, första klass
- Riddare av Sankt Alexander Nevskij-orden
- Gyllene skinnets orden
- Sankt Stanislausorden, första klassen
- Sankt Vladimirs orden, fjärde klassen
- Sankt Stanislausorden, andra klassen
- Sankt Vladimirs orden, första klassen
- Sankt Vladimirs orden, andra klassen
- Riddare av Gyllene skinnets orden

[Redigera Wikidata]